# 百科全书
百科全书（英語：encyclopedia）是簡單介绍人类知识或某一特定领域或学科的工具书或摘要（compendium）。百科全书按照字典顺序或专题类别划分条目。百科全书条目比大多数詞典中的词条更长、更详细。一般来说，不同于专注于词汇的语言学信息（如其意思、发音、用法和语法形式）的词典词条，百科全书条目侧重于条目标题中命名的主题的事實信息。
百科全书已经存在了2,000年左右，自那时以来，百科全书的语言（用国际性主要语言编写还是用本土语言）、规模（很小还是多卷）、意图（呈现全球还是有限范围的知识）、文化观念（权威、意识形态、说教、功利）、编者群（资格、风格）、读者群（教育程度、背景、兴趣、能力）以及用于制作和分发的技术（手写手稿、少量或大量印刷、互联网制作）已经有了很大的发展。作为专家汇编的可靠信息的重要来源，可以在图书馆、学校和其他教育机构中的明显位置找到。
20世纪数字和开源版本的出现大大扩展了可访问性、作者群、读者群和百科全书条目的多样性，也引起了对百科全书是什么，以及把传统评价纸质百科全书的标准用于如今这种动态制作模式是否适当的质疑。

## 词源
一词最早出自希腊语（拉丁轉寫：enkyklios，意为“循环的，周期性，平常的”）和（paideia，指“教育”）。含义是“普通教育，从字面上说就是一个想接受通才教育的人所应该学习的艺术和科学知识”。古罗马学者昆体良在其《演说术教程》（Institutio oratoria）中用该词表示综合教育:40。在抄录过程中谬传为新拉丁语词，随后又进入英语，最先记载於1531年。在新拉丁语中该词被选中作为一本覆盖各科知识的参考著作的书名。这个詞首次出現在一般文學作品的記錄見於1532年法國作家弗朗索瓦·拉伯雷的《巨人傳》，仍然是教育之意:40。1559年保罗·斯卡利杰在巴塞尔出版的《百科全书，或神与世俗学科知识》（Encyclopaedia seu orbis disciplinarum tam sacrarum quam prophanarum epistemon）中首次使用“百科全书”作为书名:40。但是这本书知者甚少，因此也有人认为是拿骚的阿斯特德（Johann Heinrich Alsted）在1630年出版的《七卷本简明百科全书》（Encyclopaedia, Septem Tomis Distincta）是第一个把“百科全书”用作书名:40-41的書籍。

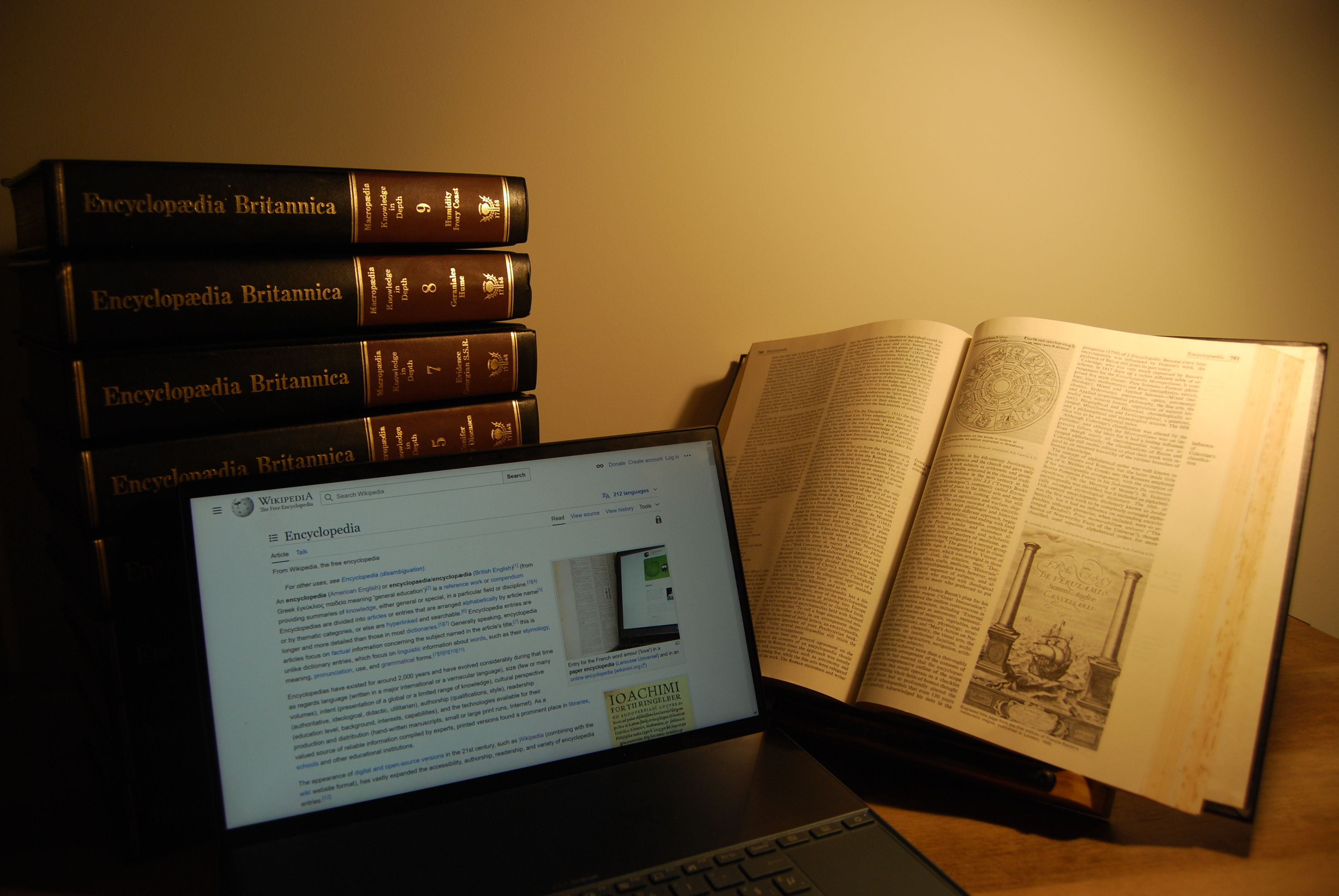
書本板《不列颠百科全书》與電腦螢幕上的《维基百科》

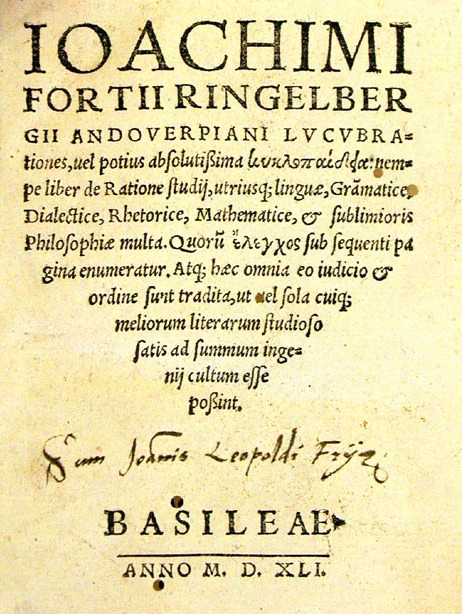
1541年版本"Lucubrationes..."的扉页，首本在书名中使用“百科全书”这个词的书

中国的百科全书是20世纪初由西方引进。中华民国大陸時期时的学者李石曾是最早进行西方百科全书研究之人。李石曾首先將「encyclopedia」譯為「百科類典」，後從《四库全书》獲得啟發，改譯為「百科全書」。李石曾另外也考慮「百科」與「全書」容易和現有用詞以及《四库全书》混淆，因此也考慮譯為「學典」。但最後仍然決定翻譯為「百科全書」。陳建守指出，「百科全書」一詞的廣泛使用，可能與中國留日學生大量翻譯日本著作有關。

## 体例
在古代，类似百科全书的著作可以由一个人全部编辑完成。但是到了现代，由于信息爆炸，一个人或几个人已经不可能完成一部规模浩大的百科全书的编纂工作。这样就需要制定体例，确定编纂的准则，以解决众多编纂者之间的矛盾。
百科全书的体例包括许多方面。包括条目名称设计、条目编写提纲、撰稿人书写格式、配图要求、外文书写和翻译规则、成书格式等。其中《苏联大百科全书》是现有百科全书中体例最为详尽的一部，其第三版的编写体例周详而细致，十分全面，总共折合汉字有20万字上下。例如医学大类下分疾病条目、病理学条目、治疗方法条目、药物类条目、药剂类条目、医疗器械条目、疗养地条目、医疗机械条目、医学职业条目等。
现代百科全书的编纂受到弗兰西斯·培根的《新工具论》的影响很深。框架设计按照知识体系结构进行分类。而中世纪时的百科全书则多是按照七艺或上帝创世的方式分类:42。

### 与其他工具书的区别
百科全书不同于词典等其他的工具书。词典等是对词语条目进行释义，而百科全书是对条目作知识的介绍。因此百科全书比其他工具书使用更多的图像来辅助知识的介绍。而且百科全书对条目的阐释也比其他工具书详细，常需要分成许多的小标题。

### 种类
- 大百科全书（20卷以上）
- 小百科全书[7]:38-39
  - 小开本的袖珍百科全书
  - 单卷本的百科全书
  - 儿童百科全书
- 百科词典
- 综合性百科全书：主要以非专业读者为对象
- 专业性百科全书

### 编排方式
西方现代百科全书大多按字母顺序编排。注重检索功能的话，一般采用小条目的编纂思想。注重百科全书教育功能的则采用大条目的方式。修订的方式有再版制、补卷制、出版年鉴和连续修订制4种。
百科全书中常见的一些编排方式：
- 字顺编排
- 分类编排
- 大类编排，条目按字顺编排

### 百科全书的条目
百科全书的条目包括标题、正文内容和图表等。在百科全书的编纂中，条目的命名非常重要。好的命名应该便于检索，有学者认为条目应该都是独立的主题，应以方便读者的检索为准则。另外，条目的主题应该是客观形成的，而不是人为拟定的。例如海湾战争是客观存在的事实，而“狗的神话”则是人为拟定的主题
条目的命名应该清晰明确，不能含糊不清。例如「新型武器」，很难界定“新型”的划分。
百科全书条目的选择有一些共通性的原则：
1. 独立主体原则：主体应该是相对独立的，就像我们去一个公司办事，我们先想到的是公司的名称、地址，而不是其中的某个部门。
2. 客观形成原则：这个主题应该是人们在了解，改造世界的过程中客观形成，为人所熟知，而不是人为拟定的。如创世神话是一个客观存在的神话题材类型，但是“狗的神话”就是一个人为概括的主题。因此缺少公认的规范性和确定性。
3. 单一主题原则：如“时间和空间”是两个主题，应该分设。
4. 准确性原则：条目的名称应该准确的表明条目的主题。
5. 通用性原则：应该使用规范的或约定俗成的名称。
6. 名词性原则：条目名称应该是名词性的，静止的。如“解放海南岛”应该改成“海南岛战役”
7. 简要性原则：如使用“唐诗”，而不用“唐代诗歌”。
8. 非研究原则：百科全书不是研究论文。
9. 非应用原则：百科全书不是为了指导具体的应用。

## 历史

### 古代百科全书
百科全书的历史可以追溯到古希腊时期。亚里士多德最早把知识进行分类，并编写了全面讲述当时学问的讲义，这些讲义被认为是百科全书的萌芽。也由此被西方比较多的学者奉为“百科全书之父”。也有人认为亚里士多德的老师柏拉图才是“百科全书之父”。还有人认为留下了记述各种学问的残篇的斯彪西波是“百科全书之父”。俄国学者则认为德谟克利特是“百科全书之父”:3。
百科全书型的作品在人类历史上并不少见，古羅馬瓦洛《學科要義九書》（Disciplinarum libri IX）和《聖俗事物古蹟》（Antiquitates rerum humanarum et divinarum）、羅馬時代老普林尼《博物志》皆為西方具有百科性質之著作。

### 中世纪
中世纪时的百科全书大多是修道院的神父们编写的教科书性质的大部头作品。到了后期，百科全书的编纂受到培根科学分类法的影响，书的作者也逐渐演变成多人合作的形式:21。
中世紀有法國神學家歐坦的洪諾留編撰的《世界寶鑑》（Imago mundi）、聖依西多祿編著的《詞源》、博韦的樊尚（Vincent de Beauvais）編著的《大寶鑑》（Speculum majus），其中大寶鑑是18世紀前世界上最大的百科全書，共有80卷。但直到16世纪的西方，才开始出现“百科全书”这个名词。最早将“百科全书”用于书名的，是德国人斯卡利杰，在巴塞爾出版。17-18世紀培根所著的《偉大的復興》（Instauratio magna）影響了後世百科全書的分類和編纂。

### 近现代百科全书

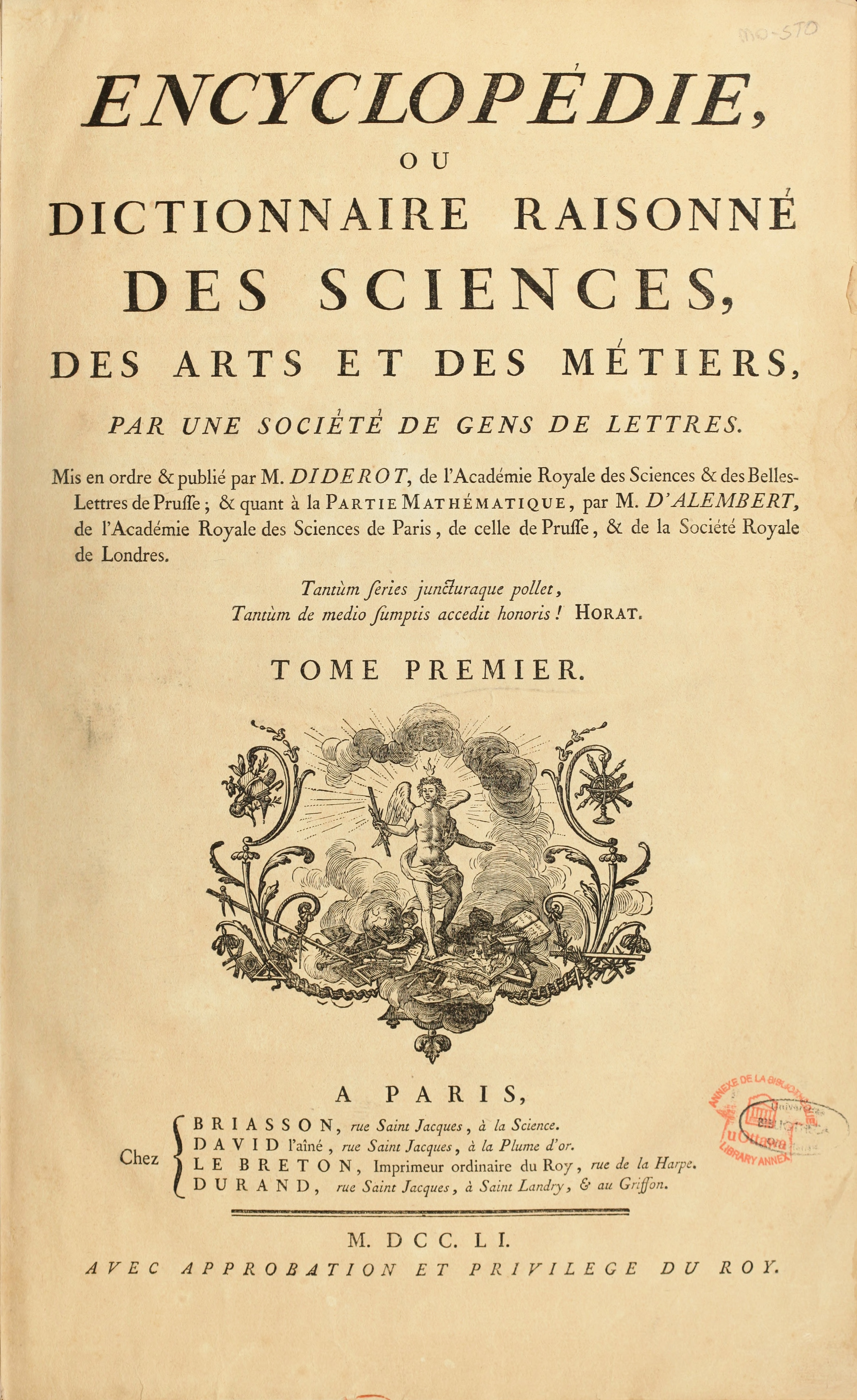
狄德罗等人的《百科全书》

古代的许多作家都曾经试图全面地记录人类的所有知识。但是，约翰·哈里斯才被认为是第一个创立了现代意义上的百科全书。
最著名的早期百科全书要屬法国的《百科全书，或科学、艺术和工艺详解词典》，由达朗贝尔和狄德罗编写，并于1772年完成，共28卷，71, 818条条目，2,885张插图。也因此狄德罗被称为现代百科全书之父:3。而在此前比较受欢迎的一部百科全书——英国的伊弗雷姆·钱伯斯的《百科全書：或藝術與科學通用字典》则开创了百科全书的“参见”系统:45。法国19世纪后出版的拉鲁斯百科全书系列影响颇大:149。
18世纪法国学者阿莱兹（Alletz）在1766年编纂出版了一部4.5x7.5英寸的袖珍本《小百科全书》（Petite Encyclopédie），是当时最小的百科全书:39。《大不列颠百科全书》最早时也十分朴素：从1768年到1771年只出版了三卷。
19世纪德国的布罗克豪斯开创了社交词典派百科全书，其编纂方法影响了欧洲很多国家百科全书的编写:148。此外，德国比较有名的百科全书还有《迈耶百科词典》和《赫德尔大百科全书》:148。
俄国19世纪的百科全书受到德国布罗克豪斯的影响就很大。1891年加尔别尔出版公司出版了8卷本《布罗克豪斯百科全书》的俄文版《案头百科词典》，后几经改变成为《格拉纳特百科词典》。1890-1907年俄国印刷业者艾弗隆与德国布罗克豪斯合作推出了《布罗克豪斯-艾弗隆百科词典》，共82卷和4卷补编，由俄国学者撰写。:58-59
意大利的现代百科全书以《意大利百科全书》为代表。其他还有《UTET百科大词典》和《伊诺第百科全书》。西班牙的百科全书历史只有100多年，比较出名的有《欧美插图大百科全书》，《萨尔瓦特百科词典》、《拉沃尔百科全书》以及《里亚尔普百科全书》:151-153。
随着百科全书的发展，现代百科全书具有完备的检索系统，包括索引、参见和分类系统等，条目内容更加趋向于图文并茂，计算机的应用则使百科全书更加方便检索和查阅。:68-69

### 电子化百科全书
使用一台自动机器来编写一部百科全书的想法可以追溯到H·G·威尔斯（H. G. Wells）的短篇小说《大脑世界》（World Brain，1937年）以及万尼瓦尔·布什（Vannevar Bush）的科学文章《诚如所思》（As We May Think，1945年）。之后的一个重要里程碑是泰德·尼尔森的世外桃源計畫（1960年）。
百科全书的分类结构以及不断更新的特点使它非常适合在线或断线的电脑格式。随着信息技术的发展，自20世紀末起，已經開始有公司出版电子化百科全书，隨後在網路時代，成長為龐大的「百科全書服務」。
电子化百科全书起初是基於CD、DVD等光碟媒介為主。其拥有携带方便、成本低廉的优点，同时还可以包含各种传统媒体无法承载的多媒体格式，例如动画、音像或视像等，大大增強了與用戶的互動性。除此之外，电子化百科全书便於搜索、將关联概念與條目相互链接，也是电子化百科全书的重要优势。光碟媒介的代表，是微軟於1993年上線的Encarta：其擁有25,000個條目、7,000張圖片、30個影片和長達九小時的音訊檔案，並在1990年代風行一時，讓紙本版大英百科全書開始虧損。其他的电子化计划则出版了许多其他的百科全书，例如由基督教经典图书馆出版的电子伊斯頓聖經辭典（1981年）。
直到21世紀後，支持網路，甚至純線上的网络百科全书漸漸出現、取代了原先的光碟百科全書。网络百科全书拥有即時呈現，不用等到下次出版的优点；本來身處各地、甚至可能只有一人主編的情況，也透過網路即時互動相關資訊、遠端編纂等而有所變化。2009年，Encarta不敵網路時代的趨勢，宣佈下線。

### 自由百科全書

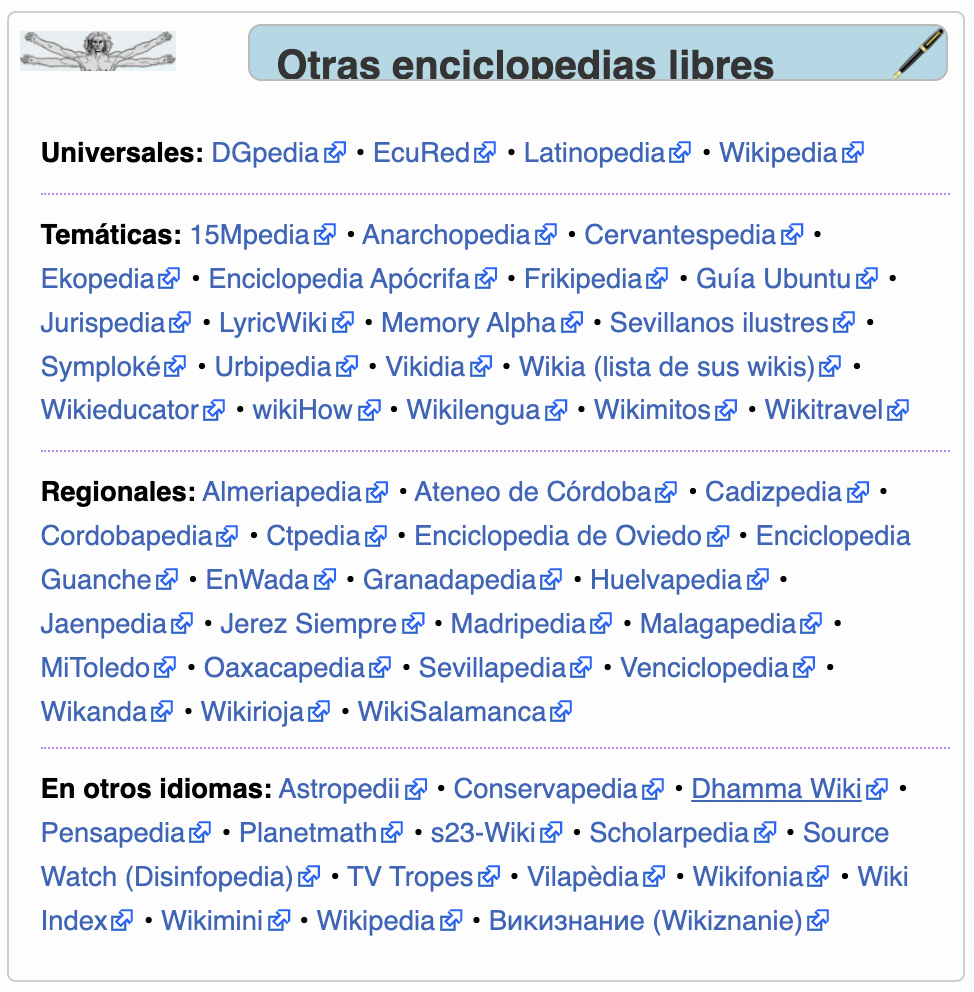
自由百科的目錄。該網站被視為自由百科全書的一種

利用互联网来编写自由免费百科全书，在1990年代初有相關构想。主要路線分為兩種：分別為全面电子化進入公有領域的百科全书、或是编写全新的、自由免费的百科全书。
前者代表為1995年1月，古登堡计划計畫把《大英百科全書第十一版》電子化的《古登堡计划百科全書》（Project Gutenberg Encyclopedia）。
後者則有許多實做路線。1991年，討論群組alt.fan.douglas-adams的参与者开始了一个以出版真正的《银河系漫游指南》百科全书的计划。1993年，一个叫做Interpedia的计划开始被广泛讨论；它的计划是编写一个人人皆可訪問参与的互联网百科全书。Everything2與Open Site也是當時的討論焦點。此外，理查德·斯托曼在1999年提出與Interpedia類似，但更接近GNU理念的百科全書：GNUPedia。
但直到Nupedia與隨後的维基百科上線後，穩定的自由百科全书，才得以走入公眾視角。
2001年初，基于Wiki技术、使用自由授權的互联网百科全书英语维基百科上线。其创立后取得了迅猛的发展：在2004年，英语维基百科以30萬份條目，成為當時世界上最大的百科全書。维基百科所上線的語言數，則從2005年的八十多種語言，發展到2025年的三百多種語言、數千萬個條目。2002年，中文维基百科上線，並在2004年左右在中文媒體傳播。目前，中文维基百科共有1,491,512個條目。
人人皆可訪問参与的自由百科全书概念，也隨著Wiki技术散播而为人熟知，并为其他网络百科全书计划所使用和借鉴。雖然不是所有網站，都使用嚴格意義上的自由授權。中文先後有百度百科（2006年-）、臺灣大百科全書（2005年-2014年）、與香港網絡大典（2006年-）等。英文也有Knol（2008年–2012年）、保守百科（2006年-）、大众百科（2006年-）、Scholarpedia（2006年-）等。其他語言包括西班牙文的自由百科（2002年–2021年）、日文的Niconico大百科（2008年-）、韓文的納木維基（2015年-）等。

## 各国的百科全书

### 中國
中国汉朝初年的《尔雅》，是中国百科全书性质著作的渊源。
中国古代的类书是一种百科全书式的资料汇编。第一部類書《皇覽》是西元220年魏文帝主編，已散失。歷代的類書還有杜公瞻《編珠》、歐陽詢《藝文類聚》（100卷）、虞世南《北堂書鈔》、徐堅《初學記》、李昉奉宋太宗之命而主編之《太平御覽》、1267年南宋王應麟編《玉海》，共240卷。明朝初期的《永樂大典》共有22937卷，另說22877卷，被认为是最早的接近现代意义上的百科全书，但大部分已散失。清朝康熙開始，由陳夢雷編《古今圖書集成》，到了雍正初年，又由蔣廷錫繼續。民國初年陸爾奎的《辭源》是中國第一部現代的百科辭典。1930年，楊家駱編輯《中國學術百科全書》。
中華人民共和國成立後，1978年至1993年耗時15年編寫了《中國大百科全書》，全套共分74冊，涵蓋66個學門領域，8萬多個條目。其总编辑姜椿芳也被认为是中国现代百科全书的奠基人:3-4。1981年，中華民國出版了《中華百科全書》，總計十冊，分三十八種類別，約一萬五千餘條條目。

### 日本
日本受到唐朝文化的影响，平安时代开始也出现了类书。第一本是源顺在934年编写的《和名类聚抄》。1446年出版了《壒囊钞》，汇集了日本和中国的佛教与世俗事物知识。江户时代有寺岛良安模仿中国的《三才图会》所撰的《和汉三才图会》:29-30。
19世纪编成的类书《古今要览稿》已经具有近代百科性质，1914年完成的《古事类苑》则更加接近于百科全书:29-30。1916年後有現代的百科出現，《广文库》可能是第一部，其后三省堂出版了《日本百科大辞典》10卷。此后还有《大百科事典》、《國民百科大辭典》（18卷）、《世界大百科事典》、《不列顛國際大百科事典》、《兒童世界百科》（17卷）、《阿波羅百科事典》(3卷) 、和漢三才圖會（105卷81冊）等。

### 阿拉伯

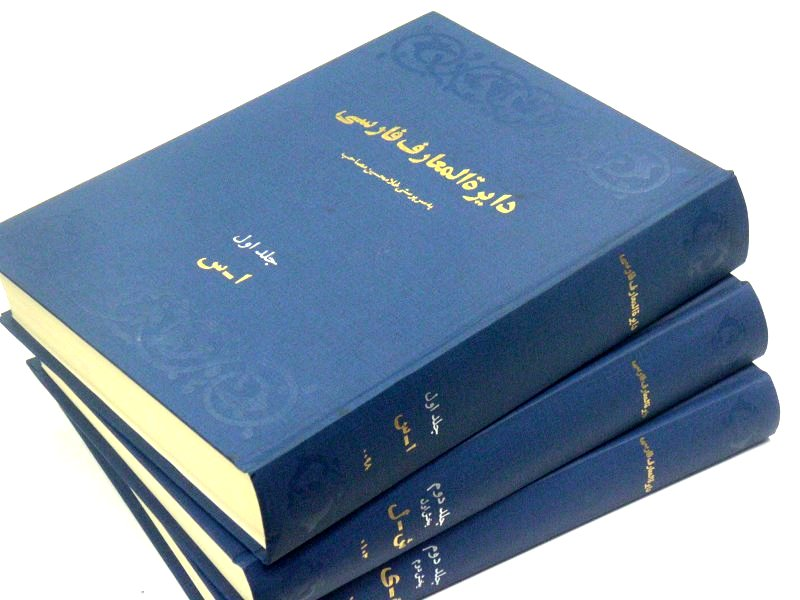
一套三冊的《波斯百科全書》

阿拉伯世界的第一部百科全書是《傳統菁華》（阿拉伯語：كتاب عيون الاخبار，Kitāb ʿUyūn al-Akhbār），由伊拉克的伊本·古泰拜（Ibn Qutaybah，826年-889年）主編，後由伊本·阿卜德改編為《珠練》。975年至997年，波斯學者花剌子模（Muhammad ibn Ahmad al-Khwārizmī）編了《科學之鑰》。其后一个宗教团体精诚兄弟会编著了一本《精诚兄弟会典》。13世纪时埃及历史学家阿尔努韦利（al-Nuwairi）用20年时间编成《文化智慧之的》。:28
现代阿拉伯百科全书发端于19世纪黎巴嫩学者布斯塔尼（Butrus al-Bustani）与其儿子编写的《百科全书》:28-29。阿伯特·里哈尼的《阿拉伯百科全書》於1955年出版，單卷本。

## 外部連結
- 大英百科全书 （页面存档备份，存于）
- 哥伦比亚百科全书 （页面存档备份，存于）
- 百科全书网 （页面存档备份，存于）免费提供哥伦比亚百科全书中的文章（英文）
- 網路正確計畫 （页面存档备份，存于）：指出多份百科全書與年鑒中傳記的錯誤（英文）
- De expetendis et fugiendis rebus：首批文藝復興時百科全書（意大利文）